# Mięguszowiecka Szczerbinka
Mięguszowiecka Szczerbinka – przełączka w masywie Mięguszowieckiego Szczytu w Tatrach Wysokich, pomiędzy jego wschodnim, niższym wierzchołkiem (2427 m) a Mięguszowiecką Basztą (2410 m). Znajduje się w grani głównej Tatr na granicy polsko-słowackiej. Z Mięguszowieckiej Szczerbinki wschodnią ścianą Mięguszowieckiego Szczytu do Załupy Świerza spada depresja składająca się z bardzo stromych rynien, zacięć i prożków.
Autorem nazwy przełączki jest Władysław Cywiński.

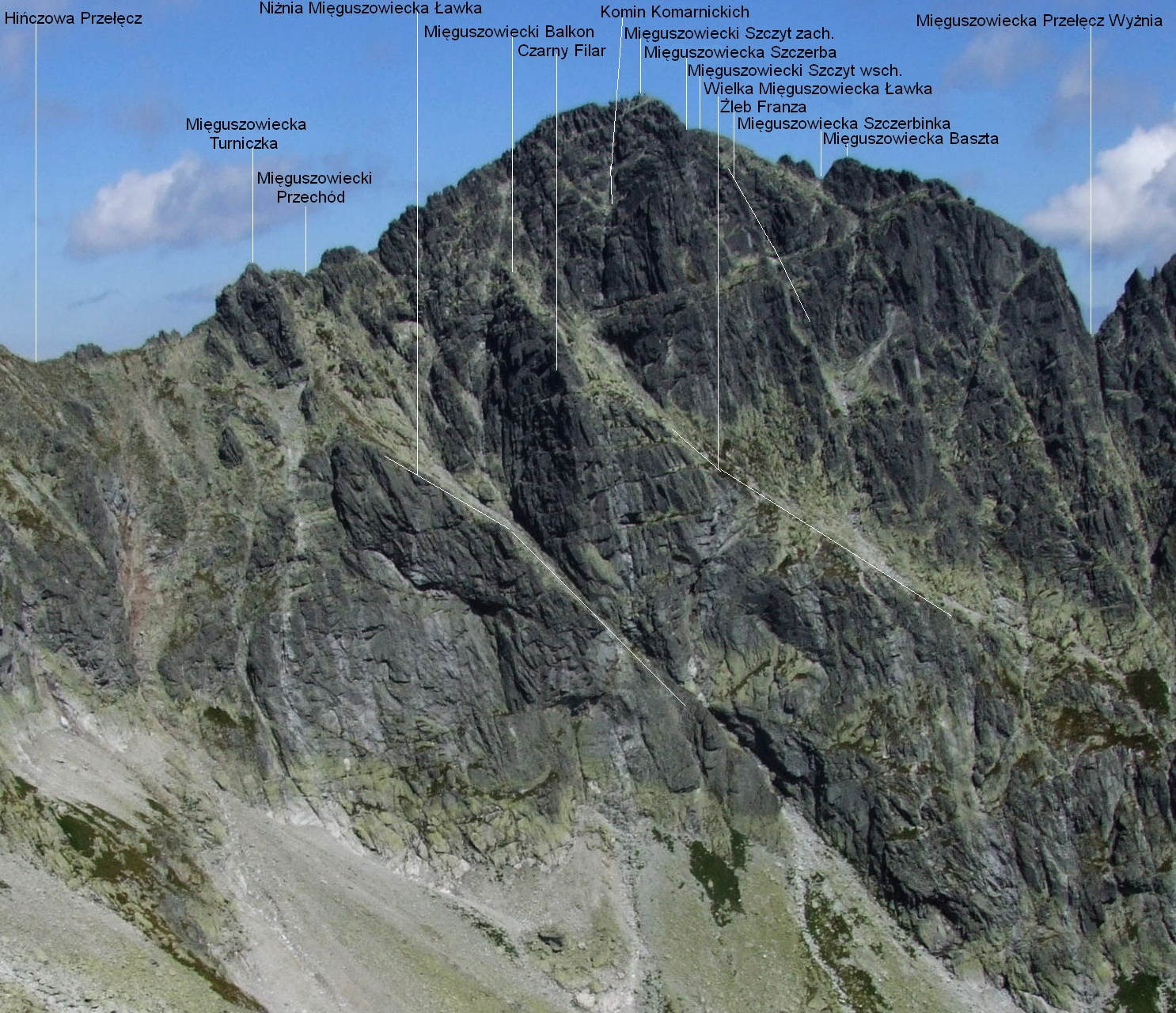
Widok od południa